# جان گیلپین (کلیپر)
جان گیلپین (کلیپر) (به انگلیسی: John Gilpin (clipper)) یک کشتی بود که طول آن 195 ft. ; 205 ft. LOA بود. این کشتی در سال ۱۸۵۲ ساخته شد.